# Austreibungsphase
Als Austreibungsphase bezeichnet man den Abschnitt des Geburtsvorgangs zwischen der vollständigen Öffnung des Muttermundes und der vollständigen Geburt des Kindes. Sie folgt damit der Eröffnungsphase.

## Dauer
Bei einer Erstgebärenden sollte die Austreibungsperiode nicht wesentlich länger als drei Stunden, bei Mehrgebärenden nicht wesentlich länger als zwei Stunden dauern. Wird diese Dauer überschritten, ohne einen sicht- oder messbaren Geburtsfortschritt, sollte der Geburtshelfer Probleme und Abweichungen vom normalen Geburtsverlauf ausschließen. Eine Epiduralanästhesie kann die Geburtsdauer etwas verlängern.
Die oben genannten Zeitspannen sind nicht starr, sondern sollten bei jeder Geburt individuell betrachtet werden. Wenn es Mutter und Kind messbar gut geht, ist ein Abwarten bis ca. vier Stunden bei Erstgebärenden und drei Stunden bei Mehrgebärenden möglich.

## Ablauf
Nach der vollständigen Eröffnung des Muttermundes tritt der kindliche Kopf tiefer ins Becken. Dadurch löst er bei der Gebärenden den reflexhaften Drang zum Mitpressen aus. Die Kraft der Austreibungswehen wird so durch die Kraft der mütterlichen Bauchmuskulatur unterstützt. Das Kind wird durch die synchronisierten Kräfte weiter durch den Geburtskanal geschoben. Wird der Kopf (bzw. der vorangehende Kindsteil) in der Wehe das erste Mal in der Vulva sichtbar, spricht man vom „Einschneiden“ des kindlichen Kopfes. Bleibt der Kopf auch außerhalb der Wehe in der Vulva sichtbar, wird dies als „Durchschneiden“ bezeichnet. Vulva und Anus klaffen dann weit. Nachdem Kopf und Schultern den Geburtskanal weit gedehnt haben, werden Rumpf, Becken und Beine des Kindes meist innerhalb einiger Sekunden geboren.

## Weiterer Geburtsverlauf
Mit der Geburt des Kindes endet die Austreibungsphase und es beginnt die Nachgeburtsphase.